# Macrothele triangularis
Espèce
Macrothele triangularis est une espèce d'araignées mygalomorphes de la famille des Macrothelidae.

## Distribution
Cette espèce est endémique du Congo-Kinshasa.

## Publication originale
- Benoit, 1965 : Dipluridae de l'Afrique Centrale (Araneae - Orthognatha) II. Genres Lathrothele nov. et Macrothele Ausserer. Revue de zoologie et de botanique africaines, vol. 71, p. 113-128.